# Si-ning
Si-ning (čínsky pchin-jinem Xīníng, znaky 西宁; tibetsky: ཟི་ལིང་།, Siling) je městská prefektura a hlavní město provincie Čching-chaj na severozápadě Čínské lidové republiky. V minulosti bylo město důležitým obchodním uzlem, skrz vedla jedna z cest Hedvábné stezky. Ve městě je silné zastoupení národnostních menšin, především Chuejů a Tibeťanů.

## Geografie
Si-ning leží v pohraničí tradičních tibetských oblastí, které se v Čching-chaji nazývají Amdo. Město leží na severovýchodním konci Tibetské náhorní plošiny v nadmořské výšce 2200 metrů. Ze západu na východ Siningem protéká řeka Chuang-šuej. 100 kilometrů západně od města leží největší čínské jezero Kukunor.
Podle měření WHO z roku 2011 má Si-ning nejhorší kvalitu ovzduší z 11 velkých západních měst Číny. Průměrná hodnota PM10 je 141ug/m3, čímž se v celostátním průměru řadí dokonce až za Peking (121).  Tyto hodnoty město dosahuje kvůli poloze v údolí mezi horami, suchému podnebí, ale také následkem rostoucího počtu továren.

## Kultura

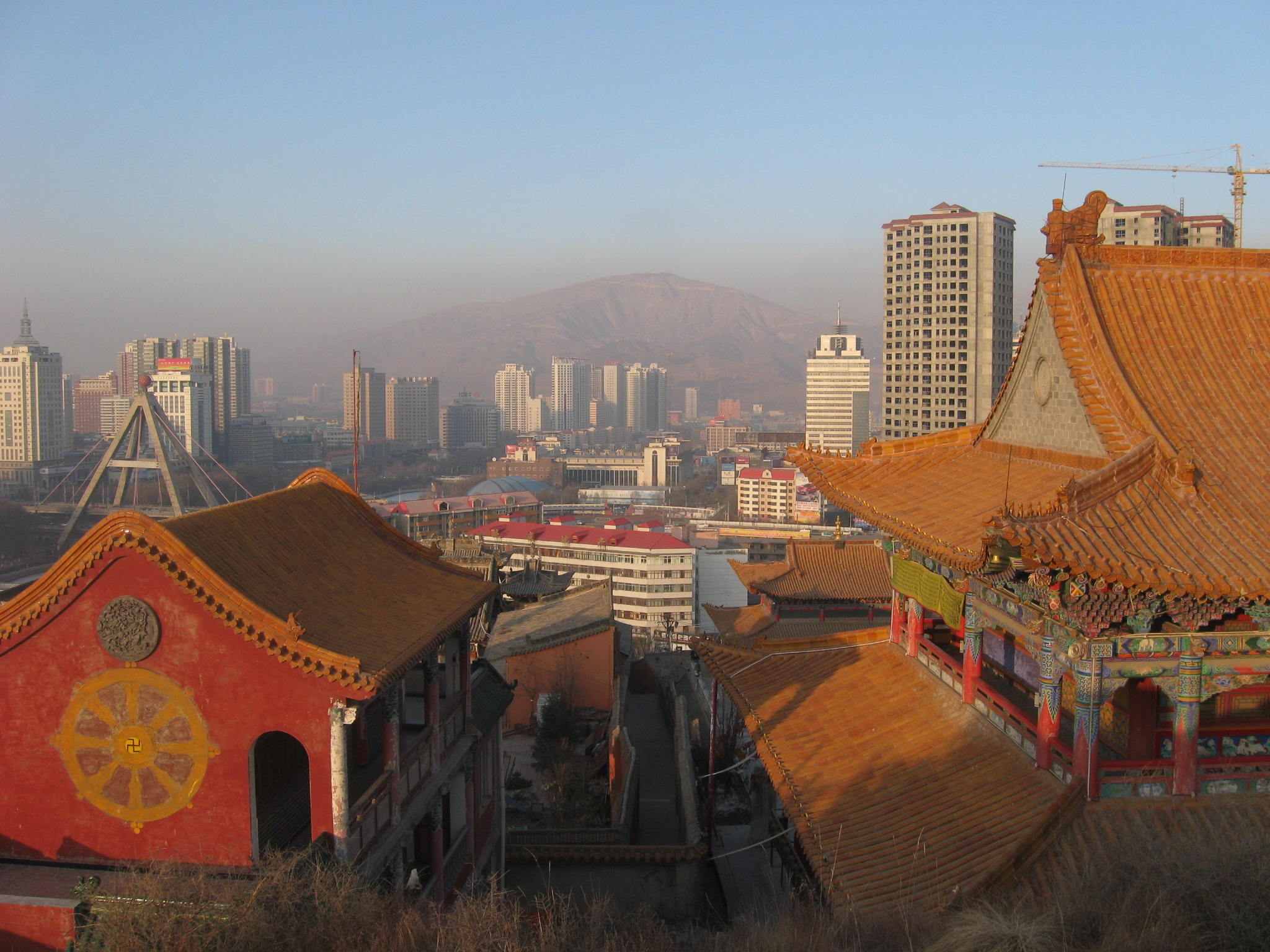
klášter Pej-šan a město Si-ning

### Památky
- 20 kilometrů jihozápadně od města je jeden z nejdůležitějších buddhistických klášterů v Tibetu Kumbum.
- V centru Siningu je velké množství mešit. Největší z nich je mešita Tung-kuan.
- Na úpatí severních hor se ve svahu rozprostírá čínský buddhistický klášter Pej-šan.
- V centru města je hora s rozlehlým parkem "Lhori". Vstup do parku je zdarma, uvnitř se nachází muslimská mešita (dříve tibetský buddhistický klášter), buddhistický klášter, půjčovna dvoukol a množství dalších atrakcí. Každoročně v květnu/červnu se v parku koná víkendové setkání Tibeťanů z celého města a okolí. Bydlí se ve stanech, hrají se hry a koncerty.
- Nedaleko vlakového nádraží se nachází rezidence Ma Pu-fanga postavená na počátku 40. let 20. století. Ma Pu-fang byl členem mocného klanu rodiny Ma, kteří vládli Si-ningu a okolí v 1. polovině 20. století.

### Vzdělání
- vysoké školy (63 918 studentů)
  - Čching-chajská univerzita (青海大学 Čching-chaj Ta-süe), Čching-chajská pedagogická univerzita (青海师范大学 Čching-chaj Š'-fan Ta-süe), Čching-chajská národnostní univerzita (青海民族大学 Čching-chaj Min-cu Ta-süe), Čching-chajská univerzita tradiční tibetské medicíny (青海大学藏医学院 Čching-chaj Ta-süe Zang-i Süe-jüan)
- 136 středních škol (118 739 studentů)
- 19 SOŠ (40 425 studentů)
- 181 základních škol (153 021 studentů)

## Demografie
Ve městské prefektuře bydlí 2 267 600 obyvatel, což je téměř polovina z celkového počtu obyvatel provincie Čching-chaj (5 800 tis.). Ve městě samotném žije 1 537 400 obyvatel, v přilehlých okresech 730 tisíc obyvatel. 588 100 (25%) obyvatel prefektury představují čínské národnostní menšiny - především Chuejové (368 700, 16%) a Tibeťané (124 500, 5,5%), dále Monguoři (58 600, 2,6%), Salarové (8 505) a další.

## Ekonomika
HDP v roce 2008 bylo ¥19 494, tím se Si-ning řadí na 382. místo z 659 cínských měst. Město se rychle rozrůstá, především směrem na západ, kde během posledních 10 let vznikla nová sídliště pro až 1 milion obyvatel.

## Administrativní dělení

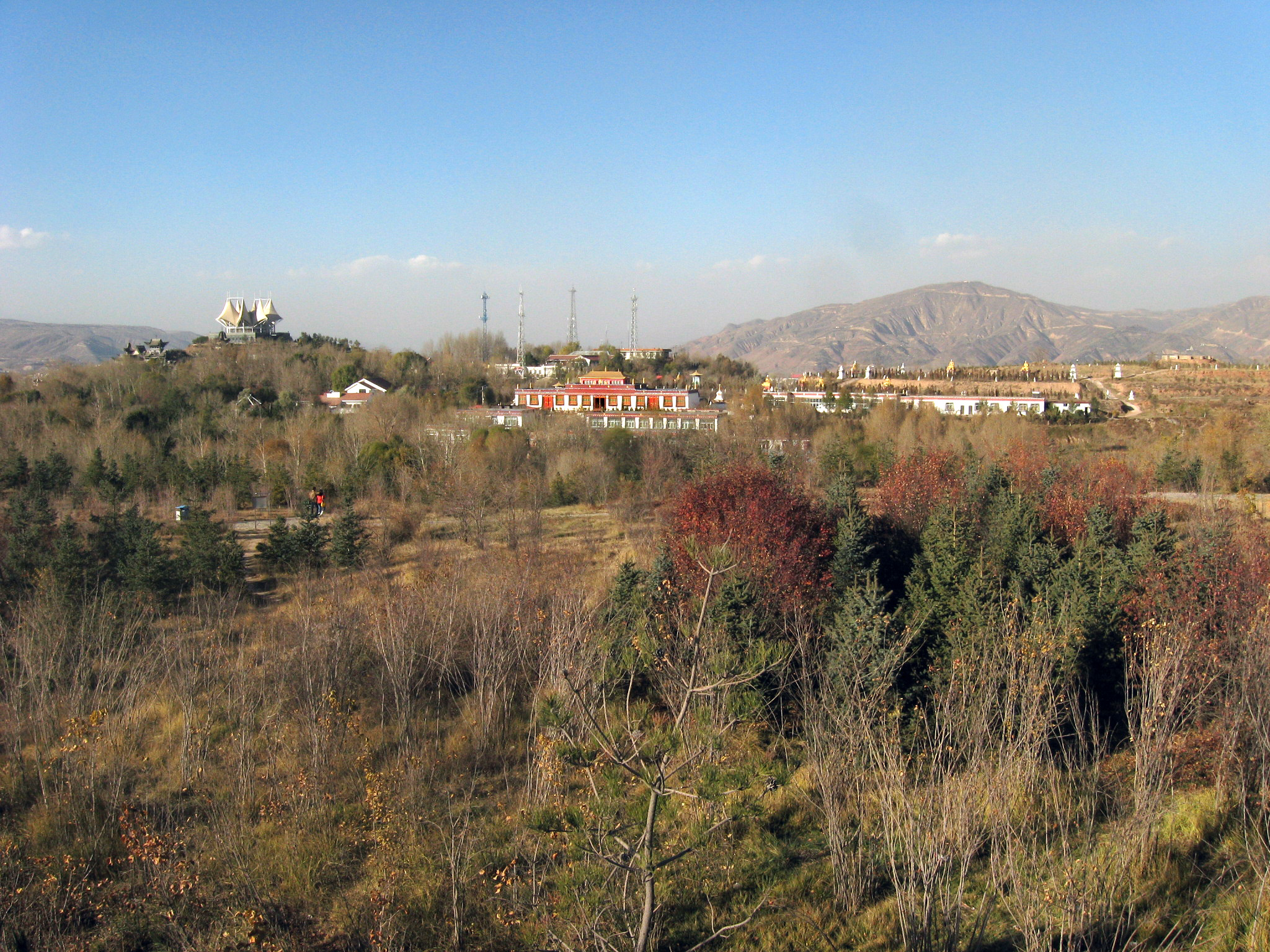
Park Lhori v centru města

Městská prefektura Si-ning se člení na sedm celků okresní úrovně, a sice pět městských obvodů, z nichž čtyři tvoří městské jádro a pátý má předměstský charakter (Chuang-čung), plus jeden okres (Chuang-jüan) a jeden autonomní okres (Ta-tchung).
| Čcheng- · čung Čcheng-tung Čcheng-si Čcheng-pej Chuang-čung okres · Chuang-jüan autonomní okres · Ta-tchung |                    |                       |                       |                    |                                  |
| Název | Název              | Počet obyvatel (2010) | Počet obyvatel (2020) | Rozloha km² (2020) | Hustota zalidnění (obyv. na km²) |
| český přepis                                                                                                | znaky              | Počet obyvatel (2010) | Počet obyvatel (2020) | Rozloha km² (2020) | Hustota zalidnění (obyv. na km²) |
| Městský obvod                                                                                               |                    |                       |                       |                    |                                  |
| Čcheng-čung                                                                                                 | 城中区             | 296 987               | 325 813               | 157                | 2 081                            |
| Čcheng-tung                                                                                                 | 城东区             | 359 688               | 489 372               | 113                | 4 319                            |
| Čcheng-si                                                                                                   | 城西区             | 242 627               | 326 866               | 54                 | 6 029                            |
| Čcheng-pej                                                                                                  | 城北区             | 299 002               | 417 701               | 137                | 3 058                            |
| Chuang-čung                                                                                                 | 湟中区             | 437 835               | 395 043               | 2 432              | 162                              |
| Okres |                    |                       |                       |                    |                                  |
| Chuang-jüan                                                                                                 | 湟源县             | 136 632               | 109 802               | 1 547              | 71                               |
| Autonomní okres                                                                                             |                    |                       |                       |                    |                                  |
| Ta-tchung (chuejský a tchuský)                                                                              | 大通回族土族自治县 | 435 937               | 403 368               | 3 156              | 128                              |
| |                    |                       |                       |                    |                                  |
| Celkem | Celkem             | 2 208 708             | 2 467 965             | 7 596              | 325                              |

## Doprava
Sining leží 200 kilometrů západně od města Lan-čou, které bylo jedním z uzlů Hedvábné stezky, dnes jsou města spojeny dálnicemi. Dnes hlavním městem provincie prochází čínské dálnice G109 (Peking - Lhasa), G214 (Si-ning - Meng-chaj, Jün-nan), G227 (Si-ning - Čang-jie) a G315 (Si-ning - Kašgar).
Od roku 1959 také Sining se zbytkem ČLR spojuje železnice. V roce 1979 byla trať prodloužena do města Golmud. V roce 2006 byla otevřena nová trať vedoucí ze Siningu skrz Golmud do tibetského hlavního města Lhasy. Ve výstavbě je řada kratších úseků železničních tratí, které budou spojovat Si-ning s menšími městy provincie.
20 kilometrů východně od města bylo vybudováno, a v roce 1958 uvedeno do provozu, letiště Cchao-ťia-pao.
Ve městě jezdí MHD za ¥1, do kláštera Kumbum jezdí linka za ¥3, do přilehlých okresů stojí autobusy ¥5-¥6.

## Partnerská města
- Iževsk, Rusko
- Kalutara, Srí Lanka